# Insanity
De Insanity ook wel Insanity The Ride genoemd is de op één na hoogste attractie ter wereld en is gelegen boven op de Stratosphere in de Amerikaanse stad Las Vegas.
De Stratosphere is met 350 meter het hoogste gebouw van Las Vegas.

## Werking
Insanity is een centrifuge die op zijn kop hangt. Na de start schuift het toestel over de rand van de Stratosphere waarna het 275 meter boven de grond hangt. De attractie draait rond met ongeveer 60 kilometer per uur waardoor voor de personen die erin zitten met 3 G-krachten te maken krijgen.